# أنخيل أرتيجا
أنخيل أرتيجا (بالإسبانية: Ángel Arteaga)‏ هو ملحن إسباني، ولد في 28 يناير 1928 في كامبو دي كرايبتانا في إسبانيا، وتوفي في 17 يناير 1984 في مدريد في إسبانيا بسبب سرطان.

## وصلات خارجية
- أنخيل أرتيجا على موقع IMDb (الإنجليزية)
- أنخيل أرتيجا على موقع أول موفي (الإنجليزية)
- أنخيل أرتيجا على موقع قاعدة بيانات الفيلم (الإنجليزية)
- أنخيل أرتيجا على موقع كينوبويسك (الروسية)